# Ernest Hébrard
Pour les articles homonymes, voir Hébrard.
Ernest Hébrard (Paris, 11 septembre 1875 - Paris, 1er mars 1933) est un architecte, archéologue et urbaniste français. Lauréat du Grand Prix de Rome d’architecture en 1904 et membre fondateur de la Société française des urbanistes en 1911, il se distingue par ses travaux sur la reconstruction de Salonique, ses projets coloniaux en Indochine et sa collaboration avec Hendrik Christian Andersen sur un projet visionnaire : le Centre mondial de communication, une cité idéale pour la paix et le progrès humain.

## Etudes
Né à Paris, Ernest Hébrard intègre l’École des Beaux-Arts, où il se spécialise en architecture. Il séjourne à la Villa Médicis à Rome après avoir remporté le Grand Prix de Rome en 1904. Passionné d’archéologie, il sillonne l’Italie, la Turquie, la Grèce et l’Égypte, documentant ses découvertes à l’aide d’un appareil photographique. Ses études de la Rome antique et de l’urbanisme classique influencent profondément ses projets ultérieurs.

## Le palais de Dioclétien
En compagnie de l'historien Jacques Zeiller, il conduit une étude systématique du palais de Dioclétien à Split. L'ouvrage qu'il publie à cette occasion demeure l'une des études de référence sur ce monument.

## Le Centre mondial de communication
En 1906, alors qu’il est encore pensionnaire de la Villa Médicis, Hébrard est contacté par le sculpteur américano-norvégien Hendrik Christian Andersen pour concevoir une cité idéale entièrement consacrée aux arts, aux sciences et à la coopération internationale. Ce projet pharaonique, le Centre mondial de communication, qui sera publié en 1913, prévoit :
- Un Temple des Arts et des Sciences,
- Une Tour du Progrès,
- Un réseau souterrain moderne de transport et de distribution énergétique,
- Des infrastructures diplomatiques, avec une Cour internationale de justice.

Hébrard en est le principal architecte. Il donne une cohérence urbanistique à l’ensemble, mobilisant une quarantaine de collaborateurs. Bien qu’envoyé à tous les grands chefs d’État de la Belle Epoque, dont Albert Ier de Belgique, soutien du projet, ce projet n’aboutit pas.
Selon La Capitale de l’Humanité de Jean-Baptiste Malet, Hébrard aurait initialement accepté cette commande par opportunisme financier, avant d’y consacrer plusieurs années avec conviction.

## Reconstruction de Salonique et urbanisme colonial
Pendant la Première Guerre mondiale, il fait partie du service archéologique de l'Armée d'Orient stationnée à Thessalonique : c'est à ce titre qu'il conduit des fouilles au Mausolée de Galère.
Après le grand incendie de Salonique de 1917, au cours de la Première Guerre mondiale, Hébrard est chargé par le gouvernement français de reconstruire la ville, presque entièrement détruite. Il y applique des principes d’urbanisme inspirés du Centre mondial, avec de larges avenues et une hiérarchisation des quartiers selon leurs fonctions. Hébrard est chargé par le gouvernement grec de concevoir un nouveau plan directeur pour la ville, avec l'aide des architectes grecs Aristotélis Záchos et Konstantinos Kitsikis du britannique Thomas Mawson et du français Joseph Pleyber. Le nouveau plan bouleverse la vieille ville largement détruite par l'incendie — en particulier les quartiers juifs du centre. Il contribue à la réhellénisation de la ville anciennement juive et slave, récemment passée sous administration grecque.
Dans les années 1920, Hébrard devient un acteur clé de l’urbanisme colonial en Indochine, concevant des bâtiments emblématiques à Hanoï et Saïgon, et contribuant à la fusion des styles occidentaux et asiatiques.
En 1920, il participe au colloque sur la planification urbaine d'Athènes.
À partir de 1921, il réside en Indochine française, où il participe à la planification de plusieurs villes, dont Hanoï et Dalat. Il crée le « style indochinois » qui résulte d'une observation minutieuse des motifs et équilibres architecturaux traditionnels développés en Indochine, au sens large, c'est-à-dire de l'Inde à la Chine. Plusieurs édifices d'Hanoï sont issus de cette inspiration, parmi lesquels :
- le musée Louis Finot (du nom du premier directeur de l'École française d'Extrême-Orient), terminé en 1932 et destiné à accueillir les collections de l'EFEO, devenu en 1958 le musée national d'histoire vietnamienne,
- la recette générale des finances, devenue ministère des Affaires Étrangères,
- l'université de l'Indochine, devenue université nationale du Viêt Nam,
- l'église des Martyrs (Hanoï).

Musée Louis Finot
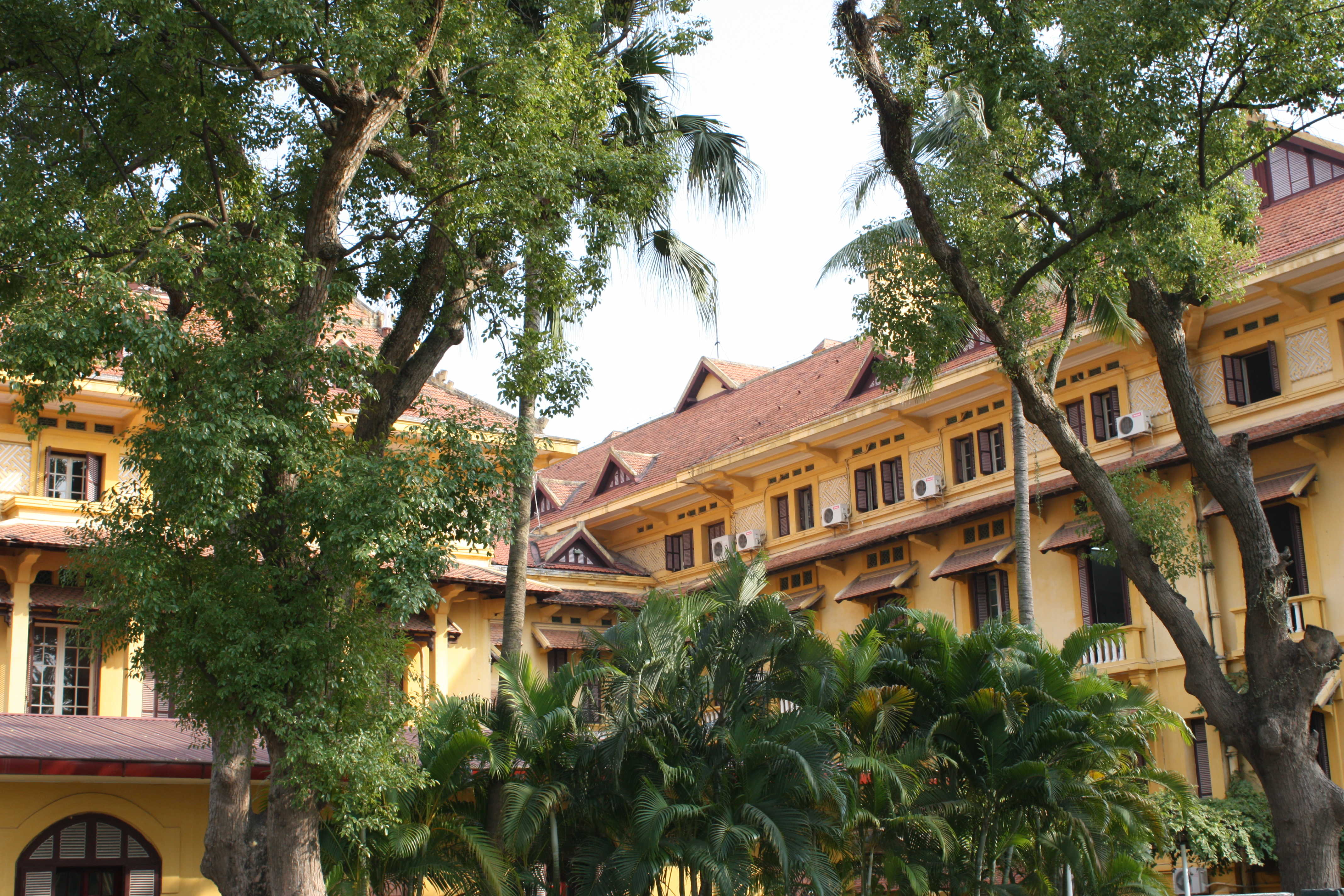
Recette générale des finances

Il retourne à Paris en 1931, où il meurt deux ans plus tard.

## Héritage et redécouverte
Longtemps méconnu, le rôle d’Ernest Hébrard dans le projet du Centre mondial de communication a été redécouvert grâce aux recherches de Jean-Baptiste Malet, publiées dans La Capitale de l’Humanité. Ce livre a mis en lumière ses ambitions et son influence sur certains projets urbanistiques du XXe siècle.

### Œuvre
- Ernest Hébrard et Jacques Zeiller, Spalato, le palais de Dioclétien, Paris, 1912.
- Ernest Hébrard et Hendrik Christian Andersen, Création d'un centre mondial de communication, Paris, 1913[6].